# Mutó Hideki

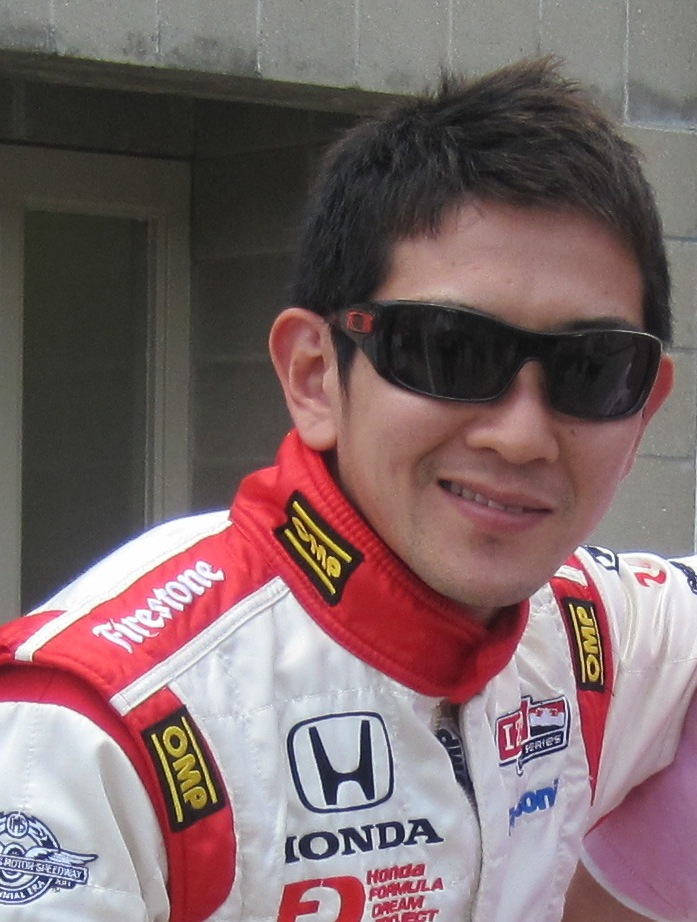
Mutó Hideki 2010-ben

Mutó Hideki (武藤英紀; Hepburn: Hideki Mutō vagy gyakran Hideki Mutoh; Tokió, 1982. október 6. –) japán autóversenyző.

## Pályafutása

### Korai évek
Versenyzői pályafutását 12 évesen 1996-ban kezdte, a Hondához tartozó Formula Dream Project támogatásával. 1998-ban Európában versenyzett már a Formula Vauxhall bajnokságban. Ezt követően a Formula Ford Európa-bajnokságban kezdett versenyezni ahol 2000-ben hetedik majd 2001-ben harmadik lett. Ezután Ázsiában kezdett versenyezni az ottani F2000-es bajnokságban, majd 2002-ben megnyerte a Formula Dream bajnokságot.

### 2007
2007-ben az Indy Pro Series bajnokságban versenyzett a Panther Racing autójával amivel Mark Taylor tudott utoljára győzni 2003-ban.

Szeptember 9-én debütált az IndyCar Széria évzáró versenyén Chicagóban a Panther Racing negyedik autójával és a versenyt a nyolcadik helyen zárta a verseny leggyorsabb körét megfutva. 2007. október 31-én jelentették be, hogy 2008-ban az Andretti Green Racing pilótája lesz egész szezonban miután Dario Franchitti átszerződött a NASCAR-ba.

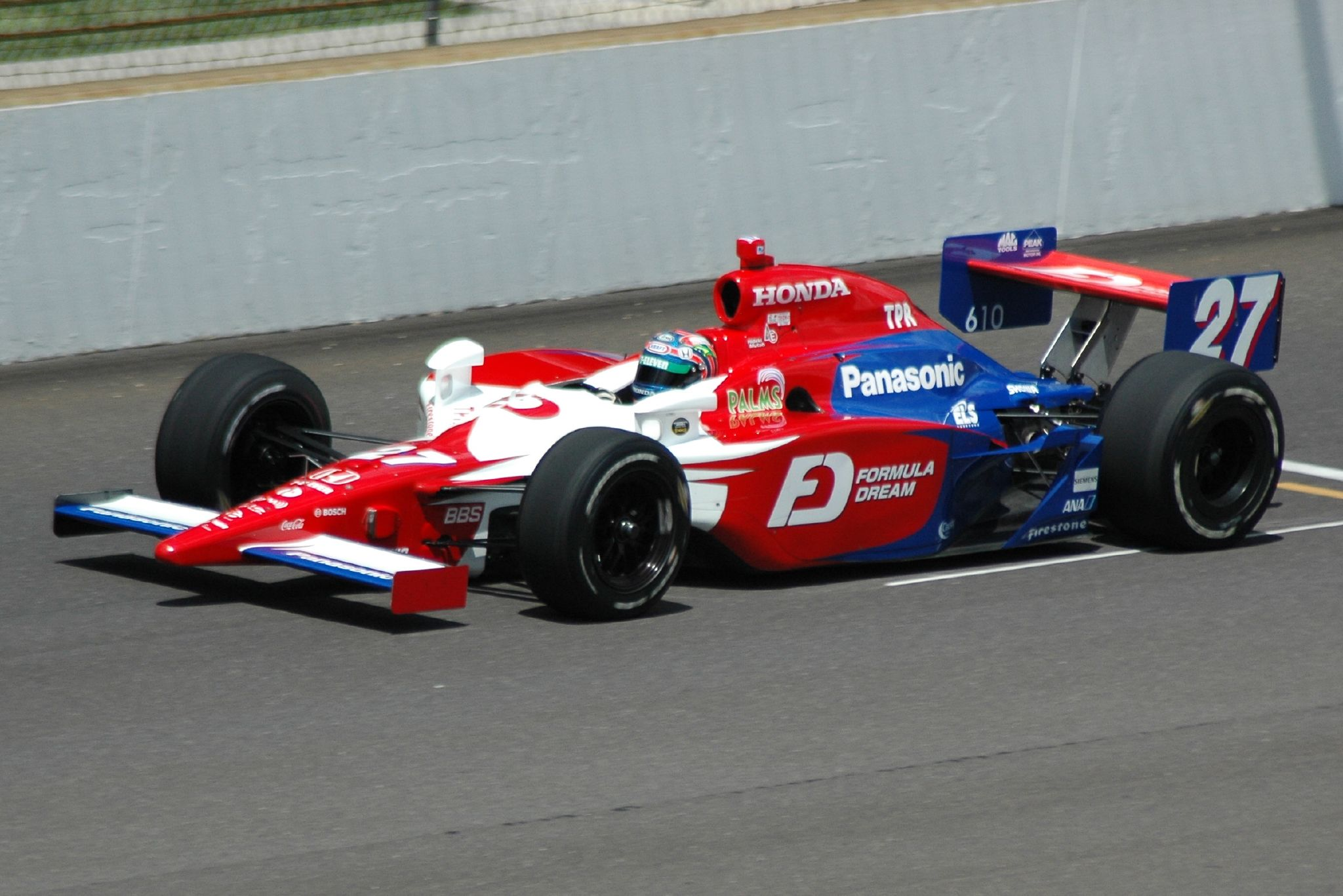
Mutó a 2008-as Indianapolisi 500 szabadedzésén

### 2008
Mutó márciusban debütált az Andretti Green Racing színeiben majd májusban az Indy 500-on nem csak a legjobb újonc lett a hetedik helyével hanem az eddigi japán versenyzők közül is ő szerezte meg a legjobb eredményt az 500 mérföldes versenyen.
Mutó a legjobb eredményét Iowában szerezte meg, ahol a győztes Dan Wheldon mögött lett második, ezzel a legjobb eredményt elérő japán versenyző lett Takagi Tora 2003-as texasi futamán elért harmadik helyét követően. Ezután már nem tudott hatodik helynél jobb eredményt elérni, de így is Mutó lett a legjobb újonc 2008-ban.

### 2010
Mutó 2010-ben a Newman/Haas/Laningan Racingnél versenyzik de a csapat neve később megváltozott Newman/Haas Racingre.

## Pályafutása eredményei

### IndyCar
| Év   | Csapat         | 1      | 2      | 3      | 4        | 5      | 6       | 7      | 8      | 9      | 10     | 11     | 12     | 13     | 14     | 15     | 16     | 17     | 18     | 19     | Helyezés | Points |
| ---- | -------------- | ------ | ------ | ------ | -------- | ------ | ------- | ------ | ------ | ------ | ------ | ------ | ------ | ------ | ------ | ------ | ------ | ------ | ------ | ------ | -------- | ------ |
| 2007 | Panther Racing | HMS    | STP    | MOT    | KAN      | INDY   | MIL     | TXS    | IOW    | RIR    | WGL    | NSH    | MDO    | MIS    | KTY    | SNM    | DET    | CHI 8  |        |        | 25.      | 24     |
| 2008 | Andretti Green | HMS 24 | STP 6  | MOT 11 | LBH1 DNP | KAN 6  | INDY 7  | MIL 12 | TXS 6  | IOW 2  | RIR 13 | WGL 9  | NSH 14 | MDO 9  | EDM 27 | KTY 18 | SNM 13 | DET 11 | CHI 22 | SRF² 8 | 10.      | 346    |
| 2009 | Andretti Green | STP 15 | LBH 20 | KAN 8  | INDY 10  | MIL 8  | TXS 21  | IOW 3  | RIR 4  | WGL 18 | TOR 12 | EDM 14 | KTY 13 | MDO 5  | SNM 5  | CHI 23 | MOT 14 | HMS 6  |        |        | 11.      | 353    |
| 2010 | Newman/Haas    | SAO 20 | STP 14 | ALA 15 | LBH 13   | KAN 23 | INDY 28 | TXS 12 | IOW 20 | WGL 12 | TOR 12 | EDM 17 | MDO 18 | SNM 17 | CHI    | KTY    | MOT    | HMS    |        |        | 19.      | 192    |

1 A két versenyt ugyanazon a napon rendezték.
² A verseny nem számít bele a bajnokságba.
| Évek | Csapatok | Versenyek | Pole Pozíciók | Győzelmek | Dobogós helyek (Nem győzelem) | Top 10-ek (Nem dobogós) | Indianapolis 500 győzelmek | Bajnoki címek |
| ---- | -------- | --------- | ------------- | --------- | ----------------------------- | ----------------------- | -------------------------- | ------------- |
| 4    | 3        | 46        | 0             | 0         | 2                             | 15                      | 0                          | 0             |

### Indianapolis 500 eredmények
| Év   | Karosszéria | Motor | Rajthely | Eredmény | Csapat         | Megjegyzés                                                                              |
| ---- | ----------- | ----- | -------- | -------- | -------------- | --------------------------------------------------------------------------------------- |
| 2008 | Dallara     | Honda | 9        | 7        | Andretti Green | Legjobb újonc lett a kvalifikáción majd a futamon a második legjobb újoncként ért célba |
| 2009 | Dallara     | Honda | 16       | 10       | Andretti Green | Minden kört teljesített                                                                 |
| 2010 | Dallara     | Honda | 9        | 28       | N/H            | 76 kört teljesített                                                                     |